# Јан Хенрик Домбровски
Јан Хенрик Домбровски (пољ. Jan Henryk Dąbrowski; Пјежуф, 29. август 1755 — Виногора, 6. јун 1818) је био пољски генерал и национални херој.

## Рат у Пољској
Одрастао је у Саксонији и служио је неколико година у саксонској војсци. Био је коњички официр, који се образовао у војној школи у Дрездену. Пољски сејм је 1791. позвао све Пољаке који су служили у страним армијама да се врате у Пољску. Када се добровски вратио у Пољску добио је задатак да реформише коњицу. Под заповедништвом Поњатовског учествовао је у кампањи 1792. против Руса. Налазио се у Пољској када је започео Кошћушков устанак 1794. Активно је учествовао у одбрани Варшаве и предводио је један корпус који је подржавао устанак у Великој Пољској.
Био је храбар официр, а Тадеуш Кошћушко га је унапредио у генерала. Не само да га је Кошћушко ценио, него и након слома Кошћушкова устанка руска и пруска војска су му понудили положај.

## Пољска Легија
Домбровски је у историји Пољске познат као организатор Пољске легије за време Борбе у Италији у оквиру Француских револуционарних ратова. Наполеон га је 1796. позвао у Париз. Цисалпинска Република је имала потребу за пољском војном помоћи. Било је то након треће поделе Пољске 1796., када је Пољска нестала са мапе Европе. Пољаци су настојали да помогну Наполеона надајући се да ће на тај начин Француска узвратити контрауслугом и помоћи обнову пољске независности. Било је то време када Французи нису могли да регрутују довољно Италијана. Пољска помоћ им је била драгоцена.
Пољске легије су биле од пољских емиграната. Те јединице су имале пољске униформе, националне ознаке и пољске официре. Једино су еполете на униформама имале боје Ломбардије и француски триколор. Манифест Домбровског у коме је позивао Пољаке штампао се у италијанским, француским и немачким новинама и био је јако добро примљен од стране пољских емиграната. Убрзо се у Милану скупило неколико хиљада добровољаца, иако су велике силе које су поделиле Пољску претиле казнама. Домбровски је за кратко време сакупио 7.000 добровољаца, које је обучио и направио дисциплиновану војску.
Борио се на страни Наполеона од маја 1797. до почетка 1803. Као командант легије имао је истакнуту улогу у рату у Италији. Ушао је маја 1798. у Рим и истакао се 19. јуна 1799. у бици код Требије. Истакао се и у другим биткама од 1799. до 1801. Нажалост пољске легије никад нису оствариле оно о чему је Домбровски маштао, да дођу до Пољске и ослободе земљу. Наполеон је приметио растуће незадовољсто пољских војника и официра, посебно након што су Француска и Русија потписале мир у Луневилу. Пољаци су изгубили наду да ће Наполеон ослободити Пољску. Наполеон се бојао да ће се пољске легије побунити, па је одлучио да их распрши. Око 6.000 Пољака је послао 1803. да сломе побуну на Хаитију. Са Хаитија се вратило само 3.000 Пољака.

## Варшавско војводство
Након распуштања легија и потписивања амијенског мира Домбровски је постао генерал дивизије у служби Италијанске републике. Наполеон га је поново позвао 1806. са намером да се створи пољска формација са којом ће ослобађати Велику Пољску од Пруске. Поново су се пријавили пољски добровољци, али са много мање ентузијазма него први пут. Домбровски се истакао у бици код Гдањска и бици код Фридланда 1807.
Варшавско војводство је створено 1807. од пољских делова Пруске. Била је то вазална Наполеонова држава. Домбровски је био разочаран јер је Наполеон забранио да се бори за преостале пољске територије. Повукао се на своје имање крај Познања. Ипак већ 1808. креће у рат против Аустрије под командом Јозефа Поњатовског. Пољска војска је ушла у Галицију и 15. јула 1808. заузела Краков.
Добровски је командовао јуна 1812. пољском дивизијом у саставу Наполеонове Велике армије приликом Наполеонове инвазије Русије. Имали су огромне губитке. Прилом преласка реке Березине Домбровски је рањен.
Борио се под командом маршала Огиста Мармона у бици код Лајпцига 1813. Вратио се 1814. у Пољску, јер се више није могао борити.

## Конгресна Пољска
Пољска је по одлукама Бечког конгреса 1815. била у персоналној унији са Русијом. Руски цар је именовао Домбровског генералом коњице и палатинским сенатором у Конгресној Пољској. Повукао се у пензију на своје имање, где је и умро 1818. Написао је неколико војно-историјских дела на пољском језику.